# 1100年代
1100年代（せんひゃくねんだい）は、
1. 西暦（ユリウス暦）1100年から1109年までの10年間を指す十年紀。本項で詳述する。
2. 西暦1100年から1199年までの100年間を指す。12世紀とほぼ同じ意味であるが、開始と終了の年が1年ずれている。

## できごと

### 1100年
- イングランド王国、ヘンリー1世が、第3代国王に即位（+ 1135年）
- 北宋、徽宗が第8代皇帝に即位（+ 1125年）

### 1101年
- 大地震、興福寺金堂・大門倒壊する。興福寺と金峰山の僧徒争う。

### 1102年
- 村上源氏が公卿の過半数を占める。

### 1107年
- 堀河天皇が没し、宗仁親王が即位（第74代鳥羽天皇）。
- 英国での叙任権闘争の終わりを意味するウェストミンスター合意なる（アンセルムスの項参照）。

### 1108年
- 浅間山で火山爆発指数：VEI5の噴火が発生。上野国 (群馬県)のほぼ全域が火山灰に覆われ、南北の山麓には大規模な火砕流が襲来した。